# Dubiaranea gloriosa
Dubiaranea gloriosa là một loài nhện trong họ Linyphiidae. Loài này được phát hiện ở Colombia.